# Elektrický vůz 411.9
Elektrický vůz řady 411.9 je úzkorozchodný elektrický motorový vůz určený pro provoz na úzkorozchodné trati Trenčianska elektrická železnica na Slovensku. Původní tři kusy byly vyrobeny v roce 1951 jako řada M 46.0 (později přeznačena na EMU 46.0). Po nehodě v roce 1973 však byl jeden vůz zrušen, čímž došlo ke stavu, kdy v případě provozní neschopnosti jednoho ze dvou zbývajících již nebyla náhrada. Proto byly tyto dva starší vozy rekonstruovány na řadu EMU 46.1 (od roku 1988 řada 411.9) a jeden ze tří přívěsných vozů přestavěn na motorový. Zbylé dva přívěsné vozy pak byly přestavěny na vozy řídicí a označeny jako řada 911.9.